# NGC 3516
NGC 3516 é uma galáxia lenticular (SB0) localizada na direcção da constelação de Ursa Major. Possui uma declinação de +72° 34' 09" e uma ascensão recta de 11 horas, 06 minutos e 47,5 segundos.
A galáxia NGC 3516 foi descoberta em 3 de Abril de 1785 por William Herschel.